# منطقة زراعية
في القانون الزراعي للولايات المتحدة، تعد المنطقة الزراعية مصطلح تخطيط يحدد منطقة داخل الولاية القضائية المحلية حيث تكون الزراعة هي النشاط الاقتصادي المفضل لهذه المنطقة. قد يتم إنشاء المناطق طواعية من قبل ملاك الأراضي الذين يتلقون مزايا، عادة مقابل عدم تطوير الأرض لعدد معين من السنوات، أو قد يتم تعيينهم في خطة استخدام الأراضي المحلية. المنطقة الزراعية ليست منطقة محمية.